# 桜っ子クラブ
『桜っ子クラブ』（さくらっこクラブ）は、1991年4月6日から1994年9月17日までテレビ朝日で放送されたバラエティ番組、および同番組のメインキャラクターである「桜っ子クラブさくら組（さくらっこクラブさくらぐみ）」。
本項ではこれらを総括して解説する。

## 概要
前番組『アイドル共和国』に引き続き、西武園ゆうえんちにて収録が行われた。ちなみに「アイドル共和国」とは当時同遊園地内に設置されていたイベントステージの名称で、夏季には同遊園地内のプールでの公開録画も行われた。
司会は森脇健児と、当時光GENJIの一員だった内海光司。メインキャラクターの桜っ子クラブさくら組のほか、SMAPやTOKIOといったジャニーズ事務所の所属グループも出演していた。
前番組では生放送が基本であったが、この番組は収録が基本となり（番組初回も事前収録での放送）、不定期に生放送もあるという放送形態であった。また、番組最末期では西武園ゆうえんちではなくテレビ朝日のスタジオで収録や生放送を行った回もある。さらに放送時間も編成上の都合から通常55分が30分に短縮された回が数回ある。

## 出演者

### 司会
- 森脇健児
- 内海光司（光GENJI）

### レギュラー
- 桜っ子クラブさくら組 - メインキャラクター。次項にて詳述。
- SMAP
  - 中居正広
  - 木村拓哉
  - 稲垣吾郎
  - 森且行
  - 草彅剛
  - 香取慎吾
- TOKIO
  - 城島茂
  - 山口達也
  - 国分太一
  - 小島啓 - 初期メンバー。
  - 松岡昌宏
  - 長瀬智也 - 当時サポートメンバー。
- 高嶋秀武 - 元ニッポン放送アナウンサーで、さくら組オーディションの司会を務めた。
- 竹井輝彦 - 1992年から「さくら組プロモーター」として出演。
- 大森章督 - ナレーション担当。

## 桜っ子クラブさくら組
本番組のメインキャラクターだった女性アイドルグループ。番組内では「さくら組」と略される。

### メンバー
☆は第1回放送に出演したメンバー、○は「さくら組卒業スペシャル」に出演したメンバー、★は最終回に出演したメンバーを表す。

#### あ行
- 相生恵美☆
- 秋元彩香（古谷玲香 → 麻生玲里 → 秋元彩香 → 秋元綾香 → 秋元彩香 → 怜果としてドラマ警視庁捜査一課9係に出演、姉は元タレントの古谷芳香）★
- 東恵子（のちにAishaに改名。内部ユニット「KEY WEST CLUB」にも参加）○
- 安藤小径
- 井上晴美☆○
- 岩名美紗子★
- 大山アンザ（内部ユニット「MOMO」に参加。現・ANZA。ミュージカル女優として活躍）○★
- 岡田知沙★

#### か行
- 鹿嶋美由紀
- 加藤紀子（1992年初めまで「加藤のりこ」名義で出演）○★
- 神山法子（「かのこ」の芸名でも活動したが、本番組には本名で出演）★
- 菅野美穂○
- 北川裕子（→「ラズベリー」）○
- キャサリン・グレイ☆
- 胡桃沢ひろ子（第1回放送時は恒崎裕美名義で登場）☆○
- 黒沢真琴（旧芸名：藤原久美、現・愛禾みさ）★
- 小林美香☆○

#### さ行
- 斉藤志乃★
- 桜まりえ（現・浅田真季）
- 嶋田茉莉
- 白羽玲子★
- 鈴木奈々○★

#### た行
- 竹越ミカ（前田里香に改名）★

#### な行
- 中條かな子（現・緒方かな子。その後、広島を中心に活躍）☆
- 中谷美紀（内部ユニット「KEY WEST CLUB」に参加）○
- 中元綾子（のちに読売テレビ放送・広島ホームテレビアナウンサー。その後小学校教員を経て広島県拠点のフリーアナウンサー・ローカルタレントとして活動）
- 中山博子★
- 夏目奈美☆

#### は行
- 春原由紀（現・春原佑紀）○
- 藤田久美子
- 星野麻衣子☆
- 星野吏沙（別芸名：リサ・パトリック、星野りさ）☆

#### ま行
- 三井美佳（→センティア）○
- 持田真樹☆○「持田真樹」 https://line.me/ti/g2/eYgfEifrXrHhnSs8c-JoFUNf451SH937PaIIMA?utm_source=invitation&utm_medium=link_copy&utm_campaign=default
- 森田淳奈★
- 森野文子 （内部ユニット「MOMO」に参加）〇★

#### や行
- 柳香織（後に「K3 GIRLS」に参加）☆○
- 山内麻弥（現・山内麻椰）○

### ディスコグラフィー

#### シングル
| #                              | 発売日             | タイトル                                                      | c/w                                                                      | オリコン最高位     |
| 東芝EMI／EASTWORLD             | 東芝EMI／EASTWORLD | 東芝EMI／EASTWORLD                                            | 東芝EMI／EASTWORLD                                                       | 東芝EMI／EASTWORLD |
| ------------------------------ | ------------------ | ------------------------------------------------------------- | ------------------------------------------------------------------------ | ------------------ |
| 1st                            | 1992年11月25日     | なにがなんでも 作詞：川島だりあ 作曲：織田哲郎 編曲：寺尾広   | いつだってJAPANESE 作詞：小田佳奈子 作曲：多々納好夫 編曲：池田大介      | 99位               |
| ワーナーミュージック・ジャパン |                    |                                                               |                                                                          |                    |
| 2nd                            | 1993年7月1日       | DO-して 作詞：西脇唯 作曲：斉藤英夫 編曲：新川博              | DO-して （加藤紀子 & さくら組） 作詞：西脇唯 作曲：斉藤英夫 編曲：新川博 | 64位               |
| 日本コロムビア                 |                    |                                                               |                                                                          |                    |
| 3rd                            | 1993年8月1日       | ラ・ソウルジャー 作詞：冬杜花代子 作曲：小坂明子 編曲：林有三 | セーラーWar! 作詞：冬杜花代子 作曲：つのごうじ 編曲：林有三              | 圏外               |
| ビクターエンタテインメント     |                    |                                                               |                                                                          |                    |
| 4th                            | 1994年8月24日      | もう一度笑ってよ 作詞：坂田和子 作曲：茂村泰彦 編曲：福田裕彦 | おねがいHEAVEN 作詞：AIKO 作曲：北村勝彦 編曲：福田裕彦                  | 圏外               |

#### タイアップ
| 楽曲                          | タイアップ                                                 | 収録作品                     |
| ----------------------------- | ---------------------------------------------------------- | ---------------------------- |
| なにがなんでも                | ニッポンハム「カロリーソフト」CMソング                     | シングル『なにがなんでも』   |
| なにがなんでも                | テレビ朝日系『歌謡びんびんハウス』エンディングテーマ       | シングル『なにがなんでも』   |
| なにがなんでも（インスト）    | テレビ朝日系『桜っ子クラブ』テーマソング                   | シングル『なにがなんでも』   |
| DO-して                       | テレビ朝日系アニメ『クレヨンしんちゃん』エンディングテーマ | シングル『DO-して』          |
| ラ・ソウルジャー/セーラーWar! | 『美少女戦士セーラームーン』ミュージカル・テーマソング     | シングル『ラ・ソウルジャー』 |
| もう一度笑ってよ              | テレビ朝日系『桜っ子クラブ』テーマソング                   | シングル『もう一度笑ってよ』 |

#### 写真集
1. Cherry Pie―桜っ子クラブさくら組メモリアル写真集 (1994年4月 ぶんか社) 撮影：鯨井康雄 ISBN 978-4821120154

## エピソード
- 前番組の『アイドル共和国』同様、テレビ朝日が関東ローカルで『全国高校野球選手権大会中継』を放送する日は番組ネット局向けに裏送りで放送した。
- 番組のコーナー（ザ・男対決）でSMAPは騎馬戦を行った。その際に、森が手を出してきた対戦相手に対し、廻し蹴り（いわゆる「森のハイキック」）を食らわすなど喧嘩になり、アイドルとして今ではありえない大ハプニングが起きた。しかし、それがきっかけでメンバーの結束が高まったと後に語っている。
- SMAPのリーダーはこの番組で決定した。1991年のプール大会にて年長の中居と木村で争われ、円柱に抱きつきホースで水をかけ、どちらが長く抱きついていられるかを競った。その結果、中居が勝利し、リーダーに決まった。
- 2009年1月31日放送のテレビ朝日開局50周年記念『50時間テレビ SMAP☆がんばりますっ!!』で上記2項目のVTRが放送されたが、森のハイキックは放送されなかった。しかし、木村が「森のハイキック、カットされていますよね?」と触れていた。あのシーンが一番観たかったとコメントしていた。
- プール大会は、1992年はKEY WEST CLUBが水着拒否の方針で不参加。1994年は加藤紀子が父親危篤（まもなく他界）の報を受けて帰郷したため不参加。

## ネット局
| 放送対象地域 | 放送局       | 系列           | 備考                                 |
| ------------ | ------------ | -------------- | ------------------------------------ |
| 関東広域圏   | テレビ朝日   | テレビ朝日系列 | 制作局                               |
| 秋田県       | 秋田朝日放送 | テレビ朝日系列 | 1992年10月開局から                   |
| 山形県       | 山形テレビ   | テレビ朝日系列 | 1993年4月3日から                     |
| 福島県       | 福島放送     | テレビ朝日系列 | 1991年10月からネット開始             |
| 長野県       | 長野朝日放送 | テレビ朝日系列 |                                      |
| 石川県       | 北陸朝日放送 | テレビ朝日系列 | 1991年10月開局から                   |
| 山口県       | 山口朝日放送 | テレビ朝日系列 | 1993年10月開局から 1994年3月打ち切り |
| 長崎県       | 長崎文化放送 | テレビ朝日系列 |                                      |

## スタッフ
- 企画（1991年4月 - 1992年3月）：皇達也
- 構成：鈴木桂（1991年4月 - 1992年3月・6月 - 1994年9月）、高須晶子（1991年4月 - 1992年3月）、池田裕機、石原久稔（1991年4月 - 1992年7月）、石原道好（1992年7月 - 1994年9月）
- 振付：ボビー吉野（1991年4月 - 1992年3月）
- 監修：塚田茂（1991年4月 - 1994年3月）
- ナレーション：大森章督
- 技術協力：テレテック（1991年4月 - 1994年2月・100回記念スペシャル・1994年8月 - 9月）
- TD：清水雅夫（1991年4月 - 1993年5月）、伊深喜美夫（1992年12月 - 1993年1月・4月 - 9月）、伊藤博（1993年10月）、山内克彦（1993年10月 - 1994年2月）
- SW：平野友章（1993年12月 - 1994年2月・4月 - 9月）、山内克彦（1994年7月 - 8月）
- カメラ：小林康比呂（1991年4月 - 1994年2月）、西山和伸（1992年8月・10月・100回記念スペシャル・1994年5月）、山本義治（1992年8月）、品本幸雄（1993年10月）、伊従慈洋（1993年12月・100回記念スペシャル・1994年5月・7月 - 8月）、田中雅積（1994年1月 - 2月）、長谷見一彦（100回記念スペシャル・1994年7月 - 8月）、田中敏和（100回記念スペシャル）、栗林克夫（1994年4月 - 6月）、外川真一（1993年12月 - 1994年1月・7月 - 9月）、古橋稔（1994年7月 - 8月）、石原晋・服部健司・森金昌臣・高村実（1994年9月）
- 映像：今野吉徳（1991年4月 - 1994年1月・100回記念スペシャル・1994年5月・8月）、重岡恵吾（1993年10月）、佐野雅彦（1994年1月 - 2月・5月 - 9月）、勝屋一朗（1994年4月）、湯浅直樹（1994年7月）、宮越直幸（1994年7月 - 8月）
- VTR：高橋秀行（1994年9月）
- 音声：角國寿夫（1991年4月 - 1992年5月・1993年6月 - 1994年2月・100回記念スペシャル・1994年7月）、坂本祐慈（1992年6月 - 1993年1月）、鈴木一長（1992年8月・100回記念スペシャル・1994年5月・7月 - 8月）、斉藤将人（1993年1月 - 5月）、藤田賢一（1993年8月）、川野奈巳（1993年10月）、粕谷真昭（1994年1月 - 2月）、中村政夫（1994年4月 - 9月）、TAMCO（1994年9月）、竹内俊雅・小杉勉（1994年9月）
- 照明：高橋孝男（1991年4月 - 1994年1月）、東京舞台照明（1991年4月 - 1992年3月）、星野仁志（1992年4月 - 1994年1月）、金子功（1993年10月・12月 - 1994年9月）、和田良雄（1994年1月 - 9月）、山口崇（1994年5月）、渋谷昇（1994年5月）、古田真司（1994年7月 - 8月）
- 音響：肥後真人（1991年4月 - 10月）、TAMCO（1991年10月 - 1994年2月・100回記念スペシャル・1994年5月）、田村智宏（1993年12月 - 1994年1月・1994年4月 - 9月）、斉藤尚（1994年1月 - 2月）、花見秀徳（1994年7月）
- PA：ロッコウ（1993年10月）
- 効果：吉田比呂樹（TSP、1991年4月 - 9月）、高橋直幹（1991年10月 - 1994年4月・7月 - 9月）、吉田誠（1994年5月 - 6月）
- 美術：板垣昭次（1991年4月 - 1992年3月）、北原國彦（1991年4月 - 1992年5月）、国沢繁夫（1993年4月 - 1994年4月）、根古屋史彦（1994年4月 - 9月）
- 美術進行：栗原康二（1991年10月 - 1993年4月）、工藤敦博（1994年9月）
- デザイン：石井哲也（1992年6月 - 1993年2月）、綿貫冬樹（1993年3月 - 1994年9月）
- 大道具：俳優座（1991年4月 - 9月）、高田一則（1991年10月 - 1994年4月）、渡部修綱（1994年4月 - 9月）、吉野雅則（1994年5月・9月）
- 小道具：藤間俊昭（1991年4月 - 1993年9月）、安田佳弘（1993年10月 - 1994年9月）、阿部一博（1994年4月 - 5月）
- アクリル装飾：岡林和志（1994年9月）
- イントレ：バンセイ（1993年7月）
- オブジェ：神保金司（1993年7月）、岡林和志（1993年8月・12月 - 1994年1月）
- 特殊効果：渡辺佳紀（1993年12月・1994年2月・7月 - 9月）、大野晃一（1994年9月）
- 特殊装置：中島光森（1994年2月・7月 - 9月）、金田一郎（1994年9月）
- 電飾：浅海雅樹（1994年2月）、中島光森（1994年5月 - 6月）
- 衣裳：高橋英治（1993年7月・1994年7月・9月）
- メイク：山崎寿代（1993年7月 - 8月・100回記念スペシャル・1994年5月 - 7月・9月）、湯口佳奈子（1994年9月）
- ENG（テレテック）：伊従慈洋（1994年5月 - 6月）、長谷見一彦（1994年5月 - 6月）
- スタイリスト：六十苅ゆり（1991年4月 - 1994年3月）、三上しろえ（1991年4月 - 1992年7月）、平尾まさえ（1991年10月 - 1992年4月）、森元美津子（1991年7月 - 10月）、忍田しげ子（1991年7月 - 9月）、佐藤美奈子（1992年4月 - 6月・8月 - 1993年1月）、米田由子（1992年7月 - 10月）、磯山賢二（1992年10月）、堀田都志子（1992年11月 - 1994年9月）、黒澤(沢)彰乃（1993年1月 - 1994年1月・100回記念スペシャル・1994年4月 - 9月）、小野美智（1993年6月 - 7月）、伊藤タツロオ（1993年11月 - 1994年9月）、松元瑞恵（1994年1月 - 2月）
- タイトル：竹内謙治
- 編集：石川浩通・吉森浩（週替り、東北新社、1991年4月 - 9月）、日下石京子（週替り、1991年10月 - 1992年3月・1993年3月）、並河(宮澤)美樹（1991年10月 - 1994年9月）、横山亜希子（1994年4月・9月）
- MA：坂井真一（1991年4月 - 1993年2月・1994年1月 - 2月・4月・9月）、西村善雄（1993年2月 - 1994年9月）
- TK：加藤直子
- グアムコーディネート：OSAMU IGARASHI（1994年2月）
- 協力：SOLD OUT（1991年4月 - 6月）、ソニー・ミュージックエンタテインメント（1991年4月 - 1992年5月）
- 制作協力：テレビ朝日ミュージック（三橋博・三浦岳史・村本秀美）、西武園ゆうえんち（森沢弘・山本英晶）
- 事務局：渡辺真紀
- デスク：小野美智（1994年9月）
- AD：稲垣健司（1994年8月 - 9月）、浦田祐一郎（1994年8月 - 9月）
- ディレクター：山本清（1991年4月 - 1992年3月）、河口勇治（1991年4月 - 1993年1月）、藤川克平（1993年1月 - 1994年9月）、鈴木基之（1993年5月 - 1994年9月）
- プロデューサー・ディレクター：川端信晃（1993年5月 - 7月）
- プロデューサー：中村元一（1991年4月 - 1992年4月）、三倉文宏（1991年10月 - 1992年3月）、深山典久（1992年4月 - 1994年9月）
- 制作著作：テレビ朝日